# Apolemichthys trimaculatus
Apolemichthys trimaculatus is een  straalvinnige vissensoort uit de familie van engel- of keizersvissen (Pomacanthidae). De wetenschappelijke naam van de soort is voor het eerst geldig gepubliceerd in 1831 door Cuvier.
De soort staat op de Rode Lijst van de IUCN als niet bedreigd, beoordelingsjaar 2009. De omvang van de populatie is volgens de IUCN stabiel.